# Billió
A billió magyarul és a legtöbb nyelven milliószor milliót, azaz ezermilliárdot jelent: 1012.
Kiírva 1 000 000 000 000 (egybillió). A billiót jelentő SI-prefixum: tera.
A legtöbb angol nyelvterületen – de természetesen nem mindenhol –, valamint Braziliában, Törökországban és Görögországban a billió alatt ezerszer milliót, azaz 109-t értenek (ami a magyar milliárdnak felel meg). Ennek a különbségnek az oka az úgynevezett rövid skála (short scale) és hosszú skála (long scale) használata. Az Amerikai Egyesült Államok már a 19. századtól kezdve a rövid skálát használta hivatalosan. Ebben a skálában minden új „-illion” szám mindig az 1000-szerese az előzőnek. Bár az Egyesült Királyság a 20. század közepéig a hosszú skálát használta (tehát a billion = 10¹² volt), a brit kormány 1974-ben hivatalosan áttért a rövid skálára, hogy egységesítse az amerikai gyakorlattal. Azóta a brit médiában, pénzügyekben, tudományban is ez a norma.
Összehasonlításképp: Magyarország költségvetésének kiadási oldala a 2003-as esztendőben megközelítőleg 8,8 billió forint, bevételi oldala pedig 7,7 billió forint volt, az év során 240-260 forintos euró-árfolyamon.

## Lásd még
- A tíz hatványai
- Rövid és hosszú skála